# David Lean

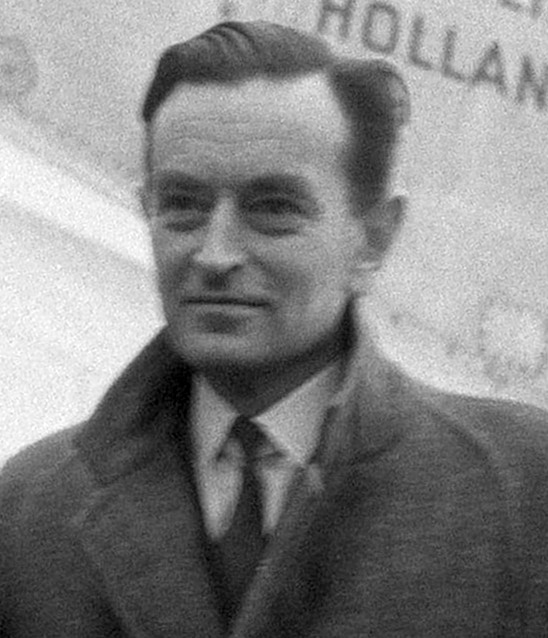
David Lean (1952)

Sir David Lean, KBE (* 25. März 1908 in Croydon; † 16. April 1991 in London) war ein britischer Filmregisseur und Filmeditor. Lean wurde in den 1940ern durch Verfilmungen der Werke Noël Cowards und Charles Dickens’ sowie durch das Liebesdrama Begegnung bekannt. Spätestens seit seinen aufwendig inszenierten, vielfach ausgezeichneten Filmepen Die Brücke am Kwai (1957), Lawrence von Arabien (1962) und Doktor Schiwago (1965) gilt er als einer der wichtigsten britischen Filmemacher. Über handwerkliche Meisterschaft hinaus verstand Lean es nach Ansicht vieler Kritiker wie nur wenige andere, durch verschiedene Aspekte des Filmemachens wie Bildgestaltung, assoziative Schnittfolgen oder Mise en Scène den Themen und Anliegen seiner Filme visuell zu entsprechen.

## Leben
David Lean sammelte seine ersten Erfahrungen im Filmgeschäft, als er 1927 Filmklappen-Assistent bei den Gaumont Studios in Lime Grove wurde. 1928 war er Kameraassistent bei dem Film The Physician von George Jacoby. Ab 1930 arbeitete er als Newsreel Editor für Wochenschauen und ging später als Filmeditor auf Tuchfühlung mit der Regisseurstätigkeit. Als Filmeditor schnitt er 1935 für Paul Czinner Verlaß mich niemals wieder und As You Like It, für Anthony Asquith Der Roman eines Blumenmädchens und French Without Tears (1938) sowie für Michael Powell 49th Parallel und One of Our Aircraft Is Missing (1940 bzw. 1941).
Seine erste Arbeit als Filmregisseur war eine Gemeinschaftsarbeit mit Noël Coward: In Which We Serve (1942). Seinen eigenen Stil fand er mit Begegnung (1945) und führte dann Regie bei mehreren Filmen, die wie Geheimnisvolle Erbschaft (1946) oder Oliver Twist (1948) auf klassischen Charles-Dickens-Romanen beruhten. Mit diesen beiden Filmen begann auch seine langjährige höchst fruchtbare Zusammenarbeit mit Alec Guinness, der in fast allen Lean-Filmen mitspielte.

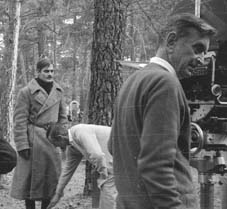
David Lean (rechts) bei den Dreharbeiten zu Doktor Schiwago (1965); im Hintergrund Omar Sharif

Der Film Der unbekannte Feind (1952), in dem seine Frau Ann Todd die weibliche Hauptrolle innehatte, führt britische Unerschütterlichkeit vor, und der von Lean produzierte Herr im Haus bin ich (1954) ist eine stilisierte Version von König Lear, angesiedelt im viktorianischen Manchester.
In den 1950er Jahren etablierte sich David Lean als einer der führenden Regisseure aufwändig produzierter Filmepen wie Die Brücke am Kwai (1957), für den er einen Oscar bekam. Einen weiteren gewann er für Lawrence von Arabien (1962). Zu einem überragenden Erfolg wurde die Verfilmung von Boris Pasternaks Roman Doktor Schiwago (1965), die teils jahrelang in den Kinos lief. Mit diesen hochbudgetierten Filmen, die viele Jahre in der Produktion und immer mit großen Stars besetzt waren, wurde Lean zu einem der erfolgreichsten Regisseure seiner Zeit.
Nachdem Ryans Tochter 1970 bei Kritik und Publikum auf eine schlechte Resonanz stieß, zog sich David Lean für viele Jahre vom Kino zurück und führte erst wieder 1984 bei Reise nach Indien Regie. Auch mit diesem Film konnte der Regisseur allerdings nicht mehr an frühere Erfolge anknüpfen. Lean starb während der Vorbereitung einer filmischen Umsetzung von Joseph Conrads Nostromo. Sein Grab befindet sich im Putney Vale Cemetery. Viele jüngere Regisseure wie zum Beispiel Steven Spielberg erklärten Lean als großen Meister des epischen Kinos zu ihrem Vorbild.

## Filmografie

### Schnitt
- 1930: The Night Porter
- 1931: This Charming People
- 1932: Insult
- 1933: Money for Speed
- 1933: Matinee Idol
- 1933: The Ghost Camera
- 1933: Tiger Bay
- 1933: Song of the Plough
- 1934: Dangerous Ground
- 1934: Secret of the Loch
- 1934: Java Head
- 1935: Verlaß mich niemals wieder (Escape Me Never)
- 1935: Turn of the Tide
- 1936: Ball at the Savoy
- 1936: As You Like It
- 1937: Dreaming Lips
- 1935: The Last Adventurers
- 1938: Der Roman eines Blumenmädchens (Pygmalion)
- 1939: Spies in the Air
- 1939: French Without Tears
- 1940: Spy for a Day
- 1940: Major Barbara
- 1941: 49th Parallel
- 1942: One of Our Aircraft Is Missing
- 1984: Reise nach Indien (A Passage to India)

### Regie
- 1942: Für was wir dienen (In Which We Serve) – Regie zusammen mit Noël Coward
- 1944: Wunderbare Zeiten (This Happy Breed)
- 1945: Geisterkomödie (Blithe Spirit)
- 1945: Begegnung (Brief Encounter)
- 1946: Geheimnisvolle Erbschaft (Great Expectations)
- 1948: Oliver Twist
- 1949: Die große Leidenschaft (The Passionate Friends)
- 1950: Madeleine
- 1952: Der unbekannte Feind (The Sound Barrier)
- 1954: Herr im Haus bin ich (Hobson’s Choice)
- 1955: Traum meines Lebens (Summertime)
- 1957: Die Brücke am Kwai (The Bridge on the River Kwai)
- 1962: Lawrence von Arabien (Lawrence of Arabia)
- 1965: Doktor Schiwago (Doctor Zhivago)
- 1970: Ryans Tochter (Ryan’s Daughter)
- 1979: Lost and Found: The Story of Cook’s Anchor (Fernsehdokumentation)
- 1984: Reise nach Indien (A Passage to India)